# Rostojávri
Rostojávri es un lago en la frontera entre Noruega y Suecia. El nombre noruego es Store Rostavatn mientras que el sueco es Råstojaure.  Se localiza el municipio de Målselv, Troms, en el lado noruego y en el municipio de Kiruna, provincia de Norrbotten, por el sueco. En Noruega, el lago está en el parque nacional Øvre Dividal.
Se encuentra a 680 m s. n. m. y cubre un área de 34,24 km², con 3,67 km² en Noruega y 30,57km² en Suecia.
El lago es afluente del río Rostaelva (que a su vez es afluente del río Målselva) al noroeste y del Río Torne por el sur.